# Ipomoea santaerosae
Ipomoea santaerosae ist eine Pflanzenart aus der Gattung der Prunkwinden (Ipomoea) aus der Familie der Windengewächse (Convolvulaceae). Die Art ist in Mittel- und Nordamerika verbreitet. Nach R. Govaerts muss sie heute den Namen Ipomoea bernoulliana Peter tragen.

## Beschreibung
Ipomoea santaerosae ist eine schlanke, verholzende Kletterpflanze, die vollständig oder nahezu unbehaart ist. Die Laubblätter sind lang gestielt, die Blattspreite ist eiförmig-herzförmig, 4 bis 10 cm lang und 3,5 bis 6,5 cm breit. Nach vorn sind sie lang zugespitzt, die Basis ist tief herzförmig. An der Basis ist die Blattspreite kurzborstig behaart, ansonsten unbehaart.
Die Blütenstände sind ein- bis dreiblütige Zymen, deren Blütenstandsstiele meist um 1 cm lang sind. Die Blütenstiele sind schlank, verdicken sich jedoch zur Spitze hin. Die Kelchblätter sind in etwa gleich lang, fast lederig und 18 bis 30 mm lang. Sie sind langgestreckt bis oval geformt, an der Spitze abgestumpft und kurz begrannt. An der Frucht verdicken sie etwas und sind deutlich geadert. Die Krone ist glockenförmig, rot-violett oder rosa-pink gefärbt, unbehaart und 6,5 bis 9 cm lang. Die Kronröhre ist an der Öffnung 1,5 cm oder mehr breit.
Die Früchte sind vierkammerige, nahezu kugelförmige, unbehaarte Kapseln mit einem Durchmesser von 8 bis 12 mm. Die vier Samen sind rötlichbraun und fein behaart.

## Verbreitung
Die Art ist in Guatemala, El Salvador, Honduras, Nicaragua sowie in Mexiko verbreitet. Sie kommt dort in feuchten oder nassen Dickichten oder an trockenen, strauchbewachsenen Hängen in Höhenlagen zwischen 300 und 1400 m vor.